# جوردن براون (لاعب كرة قدم جامايكي)
جوردن براون (12 نوفمبر 1991 بهامبورغ في ألمانيا - ) هو لاعب كرة قدم ألماني وجامايكي في مركز مركز الجناح ‏. لعب مع نادي غراسهوبر زيوريخ ونادي فولن ونادي ويل وFC Eintracht Norderstedt 03 ‏.

## وصلات خارجية
- جوردن براون على موقع قاعدة بيانات كرة القدم.إي يو (الإنجليزية)
- جوردن براون على موقع Soccerbase.com (لاعب) (الإنجليزية)
- جوردن براون على موقع Soccerway.com (الإنجليزية)
- جوردن براون على موقع عالم كرة القدم.نت (الإنجليزية)